# 東京リーダーターフェル1925
男声合唱団東京リーダーターフェル1925（とうきょうリーダーターフェル1925、英：M.G.V.TOKYO LIEDERTAFEL 1925、略称：TLT）は、東京都を本拠地とする男声合唱団。社会人をメンバーとする男声合唱団としては、国内で最も長い歴史をもつ。創立以来ドイツ合唱界との交流が深く、長い間日本唯一のドイツ合唱連盟海外会員として活躍している。また、韓国・台湾ともジョイントコンサートを行ない草の根の交流を続けている。2025年には創立100周年を迎える。

## 略歴
- 1925年（大正14年）同志社大学グリークラブ七代目指揮者であった山口隆俊が東京都芝区（現港区）の職場の仲間秋山日出夫 （後に全日本合唱連盟副理事長）らを募って男声合唱団を創立[1]。伝統を持つドイツリーダーターフェルフェラインの趣旨に共鳴する山口隆俊は、東京リーダーターフェルフェラインと命名した。
- 1927年（昭和2年）ドイツリーダーターフェル会長に入会の申し込みをしたところ快諾の返信を受け、正式にドイツリーダーターフェルの中の一団として東京リーダーターフェルが認められ、以降当協会との交流が始まった。11月28日明治神宮外苑の日本青年舘で第1回合唱音楽祭が開催された。当団はこれに出場し第2位となった（賞品はオルガン）。
- 1929年（昭和4年）第1回演奏会開催。
- 1930年（昭和5年）愛宕山JOAKでラジオ初出演
- 1934年（昭和9年）秋山日出夫が指揮者に就任。
- 1939年（昭和14年）合唱コンクール優勝、以降3年連続で優勝する。この前年あたりから、団員である東辰三作詞作曲の「つわものの歌」「荒鷲の歌」など軍歌のJOAK放送の機会が増える。
- 1946年（昭和21年）戦後復活した合唱コンクールに優勝。
- 1954年（昭和29年）荒木宏明（声楽家）が指揮者に就任。
- 1958年（昭和32年）戦後初めての定期演奏会、以後原則として毎年開催。
- 1959年（昭和34年）ディートリッヒ・シュミットを客員指揮者に迎える。
- 1963年（昭和38年）定期演奏会で、団員三木稔の作品「合唱による風土記・阿波」「レクイエム」「オペレッタ・牝鶏亭主」（いずれも初演）を上演し、芸術祭に参加。
- 1968年（昭和43年）ドイツ合唱連盟祭に招待されて訪独[1]。第1回訪独演奏旅行。帰国後、当団の名称のフェラインを削除し「男声合唱団東京リーダーターフェル1925」と改称。
- 1973年（昭和48年）日本男声合唱協会（JAMCA）を、東海メールクワイアーとのジョイントコンサートを基盤に拡大して6団体で組織し、第1回の演奏会を開催[1]。
- 1976年（昭和51年）創立50周年記念演奏会を開催。第2回訪独演奏旅行。
- 1982年（昭和57年）荒谷俊治が常任指揮者に就任。
- 1985年（昭和60年）第1回日韓交歓演奏会開催（東京）[2]。その後隔年に両国で開催。
- 1987年（昭和62年）ヴォイス・トレーナーに移川澄也が就任。以後、ターフェルトーンと言われる響きに磨きをかける。
- 1995年（平成7年）堀俊輔が常任指揮者に就任。当団OBによる男声合唱団リーダーターフェルジルヴァーナー1995 発足。
- 1998年（平成10年）第38回定期演奏会を、開館したばかりのすみだトリフォニーホールで開催。2000年以降は当ホールでの開催が続いている。
- 2002年（平成14年）樋本英一が常任指揮者に就任。
- 2009年（平成21年）団員獲得のためのワンステージメンバー企画開始。
- 2012年（平成24年）第6回訪独演奏旅行（フランクフルトで全ドイツ合唱祭参加。ベルリン、ジークブルク、ニーダーヴェルシュタットで交歓演奏会）。
- 2014年（平成26年）台湾への演奏旅行（台北中山堂、台南成功大学で交歓演奏会）。山形県庄内地方への演奏旅行（酒田で交歓演奏会）。
- 2015年（平成27年）創立90周年企画として「昭和浪漫」CD録音・販売。日本の音楽文化の興隆と発展に寄与することを目的に、NPO法人「男声合唱団東京リーダーターフェル1925」設立。
- 2016年（平成28年）第12回日韓ジョイントコンサート（ソウル・ロッテホール、春川で交歓演奏会）。
- 2020年（令和2年）予定していた第13回日韓ジョイントコンサート、第59回定期演奏会は、いずれも新型コロナウィルス禍の影響で開催を中止。
- 2021年（令和3年）8月に創立95周年企画として「昭和浪漫Ⅱ」CD録音、12月に定期演奏会開催。
- 2022年（令和4年）11月12日に定期演奏会開催。
- 2023年（令和5年）11月4･5日「コロ・フェスタin長野」に参加。11月25日に韓國男聲合唱團と「日韓親善男声合唱演奏会」を開催。
- 2024年（令和6年）7月27日に男声合唱団ZEN（長野市）、上智大学グリークラブOB合唱団とともに、ジョイントコンサートを開催（於：タワーホール船堀）。11月男声合唱フェスティバル出場。11月10日定期演奏会開催（於：すみだトリフォニーホール）。
- 2025年（令和7年）創立100周年を迎える。4月20日(日) 小田原JAMCA出場予定。12月19日(金)100周年記念定期演奏会開催予定。

## 主なディスコグラフィー
- 日本の合唱名曲選（1967：ビクター）
- 阿波・月光とピエロ（1969：コロンビア）
- ヒンデミット合唱作品集、三木稔「合唱による風土記”阿波”」（1971：キング）
- 嗚呼玉杯に花うけて他11曲（1975：コロンビア）
- 蘇る日本の歌 新作男声合唱集（1992）
- 2009年定期演奏会＜以降ほぼ毎年＞
- 昭和浪漫（2015）
- 昭和浪漫Ⅱ（2021）

## 主な関連人物
- 東辰三（作詞・作曲家）
- 三木稔（作曲家）
- 樋本英一（指揮者）